# Фалширмйегери
Фалширмйегери (на немски: Fallschirmjäger; от Fallschirm = парашут, и Jäger = букв. ловец, тук член на пруската елитна пехота) са германски парашутисти (десантчици) от времето на Втората световна война.
Те са първите, които участват в провеждането на мащабни операции. Сред силите на Съюзниците, срещу които се бият, фалширмйегерите са познати като „Зелените дяволи“. По време на войната фалширмйегерите са под командването на генерал Курт Щудент.